# Cystogamie
 (octobre 2009).
Sa qualité peut être largement améliorée en utilisant un vocabulaire plus directement compréhensible.
La cystogamie est la fécondation fréquente chez les archéthalles du type trichoide, par fusion entre deux contenus cytoplasmiques de deux cellules appartenant soit au même thalle soit deux thalles différents. Elle se fait par l'intermédiaire d'un pont de conjugaison d'où le nom de cystogamie. Lorsque les deux contenus de départ sont identiques et effectuent les mêmes trajets pour se rencontrer au centre du pont de transfert, on parle d'une cystogamie isogame, dans le cas contraire de cystogamie anisogame.
Dans la cystogamie Il n'y a pas de différenciation de gamètes, la gamie se fait par fusion des deux gamétocystes (mâle et femelle)  par la formation de pont de ponts de conjugaison. 
Exemple Spirogyra : Les contenus cellulaires de deux filaments vont fusionner pour former un zygote.               
```
Il y a 
anisogamie
 car on trouve un donneur et un receveur.
```